# Elaboración secundaria
En psicoanálisis, la elaboración secundaria es uno de los cuatro procesos psíquicos que Freud describe como partes del «trabajo del sueño», responsable de su formación, siendo los otros tres: la condensación, el desplazamiento y los procedimientos oníricos de figuración que están sujetos, de acuerdo a la teoría psicoanalítica, a la consideración de la representabilidad. 

## El proceso de elaboración y sus funciones
La necesidad de la descripción de la elaboración secundaria como una pieza de la teoría surge de una constatación que Freud hace en su experiencia clínica: no todos los elementos de contenido del sueño que sus pacientes le relatan provienen directamente de los pensamientos oníricos inconscientes, sino que operaría además una función psíquica capaz de incorporar otros elementos provenientes de nuestros pensamientos conscientes. La función que cumple esta instancia de elaboración secundaria puede ser clasificada en general como de parte de la censura, pero además establece nexos entre las distintas partes de un sueño, antepone o cuelga añadiduras que, al estar allí, permiten que sea posible recordarlo y relatarlo. De lo contrario, las inmensas lagunas lógicas y asociativas existentes entre componentes de un sueño harían imposible su narración.
La elaboración secundaria actuaría entonces como una suerte de «masilla» o «relleno» de la que se sirve el trabajo del sueño para amalgamar contenidos.

## Momento en el que opera
El proceso puede ocurrir, según Freud, en tres momentos distintos: poco antes de despertar; inmediatamente después (en el esfuerzo de recordarlo); o durante la sesión analítica (al intentar relatarlo). 
J. Laplanche y J. B. Pontalis definen el proceso de elaboración secundaria como la 

«Recomposición del sueño destinada a presentarlo en forma de un guion relativamente coherente y comprensible.»

Aunque tal como el propio nombre indica, constituye una especie de segundo tiempo del trabajo del sueño, que el proceso actúe sobre los encubrimientos ya realizados por la condensación y los desplazamientos, no significa para Freud en ningún caso que sea algo que ocurre aparte o después de finalizado el trabajo del sueño: la elaboración secundaria está presente desde el comienzo y ejercería una influencia selectiva sobre el material que se considera al elaborar el sueño. Fenómenos como «yo en mi sueño sabía muy bien que estaba soñando y trataba de ordenarlo para acordarme después» o «dentro del sueño me parecía que había que encontrarle alguna lógica a lo que sucedía» son frecuentes en los relatos de los pacientes en psicoanálisis y corresponden a la elaboración secundaria operando antes de despertar. 
Esta última característica es relevante para sentar los pilares de la técnica psicoanalítica: Freud fue el primero en basar su método de interpretación, ya no en el desciframiento de claves o símbolos ajenos a la persona individual, sino en las asociaciones libres que el  propio soñante hace al narrar su sueño. 
Ese relato - que incluye la elaboración secundaria y que ocurre dentro de los marcos de la situación analítica y transferencial, es decir, dentro del encuadre o setting de la sesión de psicoanálisis - es   el sueño que se analizará e interpretará. Freud quiere dejar en claro con este planteamiento, que no está proponiendo identificar el sueño solamente con el deseo inconsciente y con sus contenidos latentes, sino con aquel producto completo del trabajo del sueño, la formación onírica con sus cuatro componentes.